# Липная Горка
Липная Горка — деревня в Цвылёвском сельском поселении Тихвинского района Ленинградской области России.

## История
Населённый пункт под названием Воскресенский погост на Липе (Липно) впервые упомянут 17 апреля 1138 года в уставе новгородского князя Святослава Ольговича о замене десятины определённой данью в пользу новгородского владыки.
Ещё до 1582 года на погосте стояла деревянная церковь Воскресения Христова, которая была разорена в начале XVII века и позже возобновлена.
В 1833 году владелицей имения Натальей Фёдоровной Аракчеевой-Хомутовой в деревне была построена каменная церковь (до наших дней не сохранилась). По другим данным, владелицей имения с селе была А. В. Путятина — помещица Тихвинского уезда, в имении которой в начале 1861 года происходили крестьянские волнения.
Деревня Нижняя Горка и смежный с ней погост Липицкой упоминаются на специальной карте западной части России Ф. Ф. Шуберта 1844 года.

ЛИПНАЯ-ГОРКА (НИЖНЯЯ ГОРКА) — деревня Калитинского общества, прихода Липенского погоста. Река Сясь

Крестьянских дворов — 24. Строений — 59, в том числе жилых — 30. Кузница и питейный дом.

Число жителей по семейным спискам 1879 г.: 63 м п., 72 ж. п.; по приходским сведениям 1879 г.: 61 м. п., 73 ж. п.

ЛИПЕНСКИЙ — погост. Строений — 8, в том числе жилых — 6. Число жителей по приходским сведениям 1879 г.: 3 м. п., 8 ж. п.

3 августа 1881 года в деревне было открыто почтово-телеграфное отделение «Липная Горка».
Сборник Центрального статистического комитета описывал деревню так:

ЛИПНАЯ ГОРКА — деревня бывшая владельческая при реке Сяси, дворов — 46, жителей — 211; Две часовни, почтовая станция, лавка, постоялый двор. (1885 год)

В конце XIX — начале XX века деревня относилась к Костринской волости 3-го земского участка 1-го стана Тихвинского уезда Новгородской губернии.
В 1904 году в деревне была открыта Липногорская библиотека уездного комитета попечительства о народной трезвости.
В начале XX века близ деревни находилась сопка.

ЛИПНАЯ ГОРКА (ПУТЯТИНО, НИЖНЯЯ ГОРКА) — деревня Калитинского общества при Чудовском почтовом тракте, число дворов — 9, число домов — 8, число жителей: 25 м. п., 19 ж. п.
 Почтовое учреждение. Смежна с деревней Липная Горка.

ЛИПНАЯ ГОРКА (Государственная) — деревня Калитинского общества при Чудовском почтовом тракте, число дворов — 23, число домов — 23, число жителей: 106 м. п., 99 ж. п.
 Земская конная станция. Мелочная лавка. Смежна с деревней Калитино.

ЛИПЕНСКИЙ — погост на церковной земле, число дворов — 4, число домов — 6, число жителей: 8 м п., 12 ж. п. (1910 год)

- Деревня Липная Горка на карте 1913 года

Согласно карте Петроградской и Новгородской губерний 1913 года деревня называлась Липна Горка и состояла из 23 крестьянских дворов. Смежно с ней находился Липецкой погост. В 1913 году в деревне была школа, Липногорское министерское училище, в которой преподавали 2 учителя и числился 71 ученик. Школа обслуживала также селения: Калитино, Липенский погост, Марково, Кулатино, Заболотье, Овинцово, Печнева.
С 1917 по 1918 год деревня Липная Горка входила в состав Костринской волости Тихвинского уезда Новгородской губернии.
С 1918 года в составе Ольховской волости Череповецкой губернии.
С 1924 года в составе Пригородной волости.
В 1925 году в Липной Горке действовала Липногорская артель лесорубов «Тихлескустарсоюза», имевшая в своём составе 79 членов.
С 1927 года в составе Липногорского сельсовета Тихвинского района.
В 1928 году население деревни составляло 532 человека.
Согласно карте Ленинградской области Северо-западного аэрогеодезического треста ГГУ издания 1932 года деревня насчитывала 56 крестьянских дворов. В деревне находились: сельсовет, почтово-телеграфная контора и часовня.
По данным 1933 года деревня Липная Горка являлась административным центром Липногорского сельсовета Тихвинского района, в который входили 3 населённых пункта, деревни: Липная Горка, Марково и Печнева, общей численностью населения 1216 человек.
По данным 1936 года в состав Липногорского сельсовета входили 4 населённых пункта, 198 хозяйств и 3 колхоза.
В книге «Тихвинский район за годы сталинских пятилеток» деревня в 1939 году описывалась следующим образом:

Деревня Липная Горка при царском режиме была одной из самых бедных деревень Тихвинского уезда. Крестьяне жили бедно, лучшие земли были во владении богатея Рябовского. При советской власти изменилась Липная Горка. Есть в ней прекрасная средняя школа. Колхозникам не надо ездить за десятки километров в город за медицинской помощью. Здесь есть хороший медицинский и ветеринарные пункты. В деревне открыто сельпо, два магазина. К услугам молодежи изба-читальня.

С 1954 года — в составе Кулатинского сельсовета.
В 1961 году население деревни составляло 334 человека.
С 1964 года — вновь в составе Липногорского сельсовета.
По данным 1966 и 1973 годов деревня Липная Горка являлась административным центром Липногорского сельсовета.
По данным 1990 года в деревне проживали 237 человек. Деревня являлась административным центром Липногорского сельсовета, в который входили 13 населённых пунктов: деревни Большой Двор, Дмитрово, Кулатино, Липная Горка, Марково, Овинцево, Печнева, Ругуй, Селово, Ситомля, Струнино, Харчевня; местечко Разъезд № 3, общей численностью населения 548 человек.
В 1997 году в деревне проживали 203 человека, в 2002 году — 154 (русские — 95 %), деревня являлась административным центром Липногорской волости.
В 2007 году население деревни составляло 149 человек, в 2010 году — 144, в 2012 году — 168 человек, деревня являлась административным центром Цвылёвского сельского поселения.
В 2010 году на реке Сясь в районе деревни произошла массовая гибель рыбы из-за сброса химических отходов.

## География
Деревня расположена в юго-западной части района на автодороге 41А-009 (Лодейное Поле — Тихвин — Будогощь — Чудово) в месте примыкания к ней автодороги 41К-265 (Овино — Липная Горка).
Расстояние до административного центра поселения — 8 км. Расстояние до районного центра — 22 км.
Расстояние до ближайшей железнодорожной станции Цвылёво — 7 км.
Деревня находится на правом берегу реки Сясь.

## Демография
Изменение численности населения за период с 1879 по 2021 год:
| 2007 | 2010 | 2017 |
| ---- | ---- | ---- |
| 149  | ↘144 | ↗154 |

### Национальный состав
Согласно данным Всероссийской переписи населения 2021 года в деревне проживали 128 человек, из них:
 русские — 126, украинцы — 1, один человек национальность не указал.

## Известные уроженцы
- Ильюшкин, Евгений Павлович (1936—2021) — член Совета Федерации Федерального собрания РФ (2001—2009).
- Пыженков, Владимир Ильич (род. 1936) — доктор биологических наук, профессор, заведующий кафедрой в СПбГАУ.

## В деревне похоронены
- Наталья Фёдоровна Аракчеева-Хомутова (1783—1842) — дочь генерал-майора Фёдора Николаевича Хомутова, официальная жена графа Алексея Аракчеева[4][35]
- Надежда Ивановна Лесницкая (урождённая Тимирева) (1842—1903) — владелица усадьбы Почаево, жена врача А. В. Лесницкого, писательница, автор очерков «Мои вдовы», «Живое и мертвое» и «Душа в ежедневном обиходе»[4]

## Религия
- Церковь Казанской иконы Божией Матери, 1791 года постройки, деревянная, утрачена в 1932 году[36].

## Улицы
Базлетовская, Васильковая, Ивановская, Липовая, Набережная, Привольная, Романиха, Российская, Солнечная, Сосновая, Цветочная, Школьная.